# Gahnia ancistrophylla
Gahnia ancistrophylla är en halvgräsart som beskrevs av George Bentham. Gahnia ancistrophylla ingår i släktet Gahnia och familjen halvgräs. Inga underarter finns listade i Catalogue of Life.